# Sve najbolje... 20 (videokaseta)
Založbena hiša BonAmi (produkcija BonAmi) je v letu 1995 objavila šesto videokaseto srbske pevke narodno-zabavne glasbe, Svetlane Ražnatović - Cece.
Na videokaseti z naslovom "Sve najbolje...20" se nahaja 20 videospotov iz dotedanje pevkine kariere.

## Seznam videospotov
| Št.             | Naslov                          | Besedilo        | Glasba           | Dolžina |
| --------------- | ------------------------------- | --------------- | ---------------- | ------- |
| 1.              | „Nije monotonija‟               | M. Tucaković    | A. Radulović     | 3:27    |
| 2.              | „Idi dok si mlad‟               | M. Tucaković    | A. Milić         | 3:29    |
| 3.              | „Fatalna ljubav‟                | M. Tucaković    | A. Radulović     | 3:38    |
| 4.              | „Ja još spavam u tvojoj majici‟ | M. Tucaković    | Tradicional      | 3:40    |
| 5.              | „Znam‟                          | Ljubo Jovović   | Leo, Đokaj, Knez | 3:18    |
| 6.              | „Neću da budem ko mašina‟       | M. Tucaković    | A. Radulović     | 3:10    |
| 7.              | „Ne kuni, majko‟                | V. Mićović      | D. Ivanković     | 4:13    |
| 8.              | „Devojko, veštice‟              | A. Radulović    | M. Tucaković     | 3:10    |
| 9.              | „Pustite me da ga vidim‟        | S. Spasić       | D. Ivanković     | 4:25    |
| 10.             | „Šta je to u tvojim venama‟     | M. Tucaković    | A. Radulović     | 3:20    |
| 11.             | „Kukavica‟                      | M. Tucaković    | A. Radulović     | 3:49    |
| 12.             | „Beograd‟                       | Tradicional     | Tradicional      | 03:40   |
| 13.             | „Kuda idu ostavljene devojke‟   | M. Tucaković    | A. Radulović     | 03:45   |
| 14.             | „Izbriši, vetre, trag‟          | S. Spasić       | M. A. Kemiš      | 3:54    |
| 15.             | „Devojko veštice‟ (studio)      | M. Tucaković    | A. Radulović     | 3:10    |
| 16.             | „Što si tako zaboravan‟         | M. Tucaković    | A. Radulović     | 3:50    |
| 17.             | „Oprosti mi suze‟               | M. Tucaković    | A. Radulović     | 3:25    |
| 18.             | „Sto put sam se zaklela‟        | D. Ivanković    | D. Ivanković     | 2:50    |
| 19.             | „Ne računaj na mene‟            | M. Tucaković    | A. Radulović     | 3:10    |
| 20.             | „Zaboravi‟ (studio)             | Tradicional     | Tradicional      | 4:17    |
| Skupna dolžina: | Skupna dolžina:                 | Skupna dolžina: | Skupna dolžina:  | 65:00   |

## Zgodovina objave videokasete
| Država      | Datum | Založba | Oblika            |  |
| ----------- | ----- | ------- | ----------------- |  |
| Jugoslavija | 1995  | BonAmi  | VHS - PAL - COLOR |  |

## Ostale informacije
- Režiser: Dejan Milićević
- Gost v videospotu "Ne računaj na mene": Mira Škorić
- Oblikovanje: BonAmi produckija
- Zap. štev. videokasete: 6601

VIDEO/STEREO